# اللغة العربية (مسلسل)
مسلسل اللغة العربية هو مسلسل تلفزيوني تعليمي عراقي، عن اللغة العربية. عرض عام 1995، من تأليف فيصل الياسري وإخراج فيصل الياسري وعلياء عامر إلى جانب الفنيين خالد علي مديرا للإنتاج ورفعت عبدالحميد مديرا للتصوير وجاسم اللامي مديرا فنيا بالإضافة إلى مشاركة مجموعة من الفنانيين العراقيين أبرزهم كنعان علي وسوسن شكري.

## الهدف
المسلسل يتكون من 36 حلقة تلفزيونية تهدف إلى تعليم الطالب بطريقة بعيداً عن الطرق التقليدية لمعلم اللغة العربية. في كل حلقة يشهد الطالب ظهور إحدى الشخصيات التي يأتي ذكرها في الدرس ليجسدها أحد الممثلين ويقدمها إلى الطالب من اجل شحذ اهتمامه وانتباهه وتخليص الدرس من الرتابة والملل، كذلك تتضمن كل حلقة وجود آيات قرآنية ويقوم أحد الفنانين باعرابها بطريقة مختلفة. ويصاحب الدروس الغناء والموسيقى على نحو تعليمي يقرب الدرس للطالب، لحنها الملحن سهيل شوقي.
شارك في المسلسل إلى جانب الممثلين والفنيين مجموعة من طلبة معهد الفنون الجميلة.

## الممثلون
- كنعان علي
- سوسن شكري
- عادل عباس[3]
- عبد الستار البصري
- ضياء كريم[4]
- ميمون الخالدي
- عادل عثمان[5]
- لمياء بدن
- ايمان ذياب

## وصلات خارجية
صفحة العمل على IMDb